# Svartån, Ramsjö
För andra betydelser, se Svartån.
Svartån är ett tillflödena till sjön Hennan i Ljusdals kommun i Hälsingland. Svartån är en cirka 10 km lång å i före detta Ramsjö socken med ett omkring 40 km² stort flodområde. Svartån rinner upp i ett myr- och tjärnområde väster om sjön Hennan och rinner i huvudsak österut. Den mynnar i Hennan vid Tallnäs.